# Johan II van Nassau-Saarbrücken
Johan II van Nassau-Saarbrücken (Kirchheimbolanden, 4 april 1423 - Vaihingen, 25 juli 1472) was als Johan III graaf van Saarbrücken. Hij werd in 1455 door zijn huwelijk heer van Heinsberg, Diest en Zichem en burggraaf van Antwerpen. Johan was geïnteresseerd in literatuur en verzamelde handschriften en wiegedrukken. Hij stamt uit de Walramse Linie van het Huis Nassau en is de stamvader van het Huis Nassau-Saarbrücken.

## Biografie
Johan was de tweede zoon van graaf Filips I van Nassau-Weilburg en Isabella van Lotharingen, dochter van Frederik van Lotharingen en Margaretha van Joinville.

### Graaf van Saarbrücken
In 1429 volgde hij zijn vader op als graaf van Nassau-Weilburg en als graaf van Saarbrücken, samen met zijn oudere broer Filips. Omdat hij nog minderjarig was, nam zijn moeder de regering waar. Johan werd rond 1437 in Parijs opgeleid. In 1442 werd hij meerderjarig verklaard. Op 27 februari 1442 sloten de broers een verdelingsverdrag: Filips ontving de bezittingen rechts van de Rijn (Nassau-Weilburg) en Johan ontving het graafschap Saarbrücken. Daarmee ontstond de tak Nassau-Saarbrücken. Kirchheim en de heerlijkheden voor de Donnersberg en auf dem Gaue bleven in het gezamenlijk bezit van beide broers. Rooms-koning Frederik III beleende Johan op de Rijksdag van Frankfurt in 1442 met zijn rijkslenen.
Tot de bezittingen van Johan behoorden ook Commercy en Morley (beide in Lotharingen), evenals andere leengoederen van het hertogdom Bar. 
Johan had goede relaties opgebouwd met de buren Lotharingen, het bisdom Metz en de Rijksstad Metz. Een groot probleem in zijn tijd was de onzekerheid van de wegen door struikrovers. Johan vernieuwde in 1441 met de bisschop van Straatsburg en de graven van Bitsch en Veldenz oudere geleideverdragen. In 1447 veroverde Johan het roofridderslot Burg Ober-Wasenstein.
Met graaf Frederik van Bitsch viel hij in 1451 het ambt Nanstein binnen. Samen met keurvorst Frederik I van de Palts werd in 1452 Kasteel Lützelstein na een lange belegering veroverd. Het graafschap Lützelstein kwam vervolgens aan het keurvorstendom Palts.
Langduriger waren de, soms samen met zijn broer uitgevochten, vetes met Palts-Zweibrücken. Aanvankelijk had Johan geprobeerd goede relaties op te bouwen en werden er verschillende verdragen gesloten. Het openlijke conflict begon in 1452 met de aanval van paltsgraaf Stefan op Saarbrücken en Diemeringen. Tijdelijk kon het conflict door bemiddeling van zijn broer Filips worden bijgelegd, waarbij paltsgraaf Stefan op 25 juli 1452 afstand deed van Homburg. In 1455 sloten Filips en Johan een offensief en defensief verbond met paltsgraaf Lodewijk I "de Zwarte", waarbij ze onder meer de veiligheid van de handelswegen garandeerden. Het verdrag hield echter slechts vijf jaar stand.
In 1455 benoemde koning René van Napels Johan tot Chevalier du Croissant. In 1460 beleende George van Baden, de bisschop van Metz, Johan formeel met Slot Saarbrücken, Hof Völklingen en Slot Quierschied.
In 1460 kwam het tot strijd met Lodewijk "de Zwarte". Het ging over delen van het bezit van de heerlijkheid auf dem Gaue. De paltsgraaf overviel in 1461 Filips in Kirchheim en nam hem gevangen. Een bevrijdingspoging door Johan mislukte. Johan belegerde Meisenheim, de favoriete residentie van Lodewijk. Markgraaf Karel I van Baden bemiddelde een einde aan het conflict.
In het geschil over het bezit van het aartsbisdom Mainz (Mainzer Stichtoorlog) steunden de broers hun familielid Adolf van Nassau-Wiesbaden-Idstein, ook in opdracht van keizer Frederik III en paus Pius II, bij het verdrijven van de afgezette Diether van Isenburg. De daarop uitgebroken oorlog richtte zich ook tegen Frederik I van de Palts, die Diether ondersteunde. Een leger der bondgenoten marcheerde aan op Heidelberg, maar werd op 30 juni 1462 bij Seckenheim volledig verslagen. Adolf en zijn bondgenoten uit het Huis Nassau, onder wie ook Johan en Filips, namen op 28 oktober stormenderhand Mainz, waarbij ongeveer 500 mensen het leven lieten en nog eens 400 uit de stad verdreven werden. Diether moest de stad ontvluchten en verloor zijn heerschappij.
Sinds 1467 was Johan lid van de raad van Keur-Mainz en beschermheer van het aartsbisdom. In 1469 riep keizer Frederik III hem op tot deelname aan de Rijksdag van Regensburg.
In 1470 hernieuwde Johan de vete met Lodewijk "de Zwarte". Een bevel van de keizer om er van te zien, heeft Johan niet opgevolgd. Eerst viel de paltsgraaf het Köllertal binnen. Als tegenzet veroverden Johan en Frederik I van de Palts in 1471 Lambsheim, de Leiningense residentie Dürkheim en bedreigden de Veldenzse residentie Meisenheim en dwongen Lodewijk tot overgave. Op 2 september van datzelfde jaar kwam het op Slot Heidelberg tot verzoening tussen beide partijen. Na het einde van de oorlog nodigde Johan zijn bondgenoten uit in Saarbrücken en organiseerde in september 1471 een groot toernooi.

### Heer van Heinsberg, Diest en Zichem, burggraaf van Antwerpen
Johan had zich reeds in 1450 verloofd met zijn eerste vrouw, Johanna van Loon-Heinsberg, die toen nog in de kinderleeftijd was, en een nicht van de vrouw van zijn broer was. Het huwelijk vond plaats in 1456, toen Johanna meerderjarig geworden was. Zijn vrouw was de erfdochter van Johan IV van Loon-Heinsberg en Johanna van Diest. Door het huwelijk had hij het vooruitzicht om de heerlijkheid Heinsberg en het bezit van de heren van Diest aan de Maas en de Beneden-Rijn in zijn bezit te brengen. Voordat het huwelijk plaatsvond, werd hem in 1455 de heerschappij over de bezittingen van zijn toekomstige vrouw overgedragen. Op 20 december 1456 werd Johan door de hertog van Brabant beleend met de Diestse landen. Er was een geschil tussen hem en zijn broer Filips over het bezit van de heerlijkheid Löwenburg om Bad Honnef, waarop diens vrouw ook erfaanspraken kon maken. Uiteindelijk schikten de broers minnelijk. Johan noemde zichzelf nu ook heer van Heinsberg, Diest en Zichem en burggraaf van Antwerpen. Over de Heinsbergse bezittingen kwam het tot twisten met Johan IV van Nassau-Siegen, wiens vrouw daarop eveneens erfaanspraken had. In 1460 verwierf Johan ook lenen in het bisdom Luik. Johan en zijn echtgenote reisden in 1463 naar hun Nederlandse bezittingen. Daarbij werd ook het huwelijk van hun dochter Elisabeth met Willem van Gulik en Berg, een zoon van hertog Gerhard II van Gulik en Berg, overeengekomen. In 1466 kwam er met Johan IV van Nassau-Siegen een voorlopige schikking over de Heinsbergse bezittingen tot stand.

### Boekenverzameling
Johan had ook, in tegenstelling tot zijn oudere broer, een persoonlijke relatie met de literaire activiteit van zijn moeder, Isabella. Zij vertaalde in de eerste helft van de 15e eeuw vier jongere Franse hoofse romans (chansons de geste) uit de romancyclus over Karel de Grote en zijn nakomelingen, namelijk “Herpin”, “Sibille”, “Loher und Maller” en “Huge Scheppel”, in Vroegnieuwhoogduits proza. Johan liet onder andere prachtig bewerkte handschriften van deze ridderromans vervaardigen. Hij bezat drie geïllustreerde, groot formaat handschriften die alle vier prozaromans bevatten. Exemplaren van de handschriften en wiegedrukken die hij bezat, bevinden zich tegenwoordig in de Hertog August Bibliotheek te Wolfenbüttel, en de Staats- en Universiteitsbibliotheek Hamburg. Een deel van zijn boeken werd geërfd door zijn zuster Margaretha. 

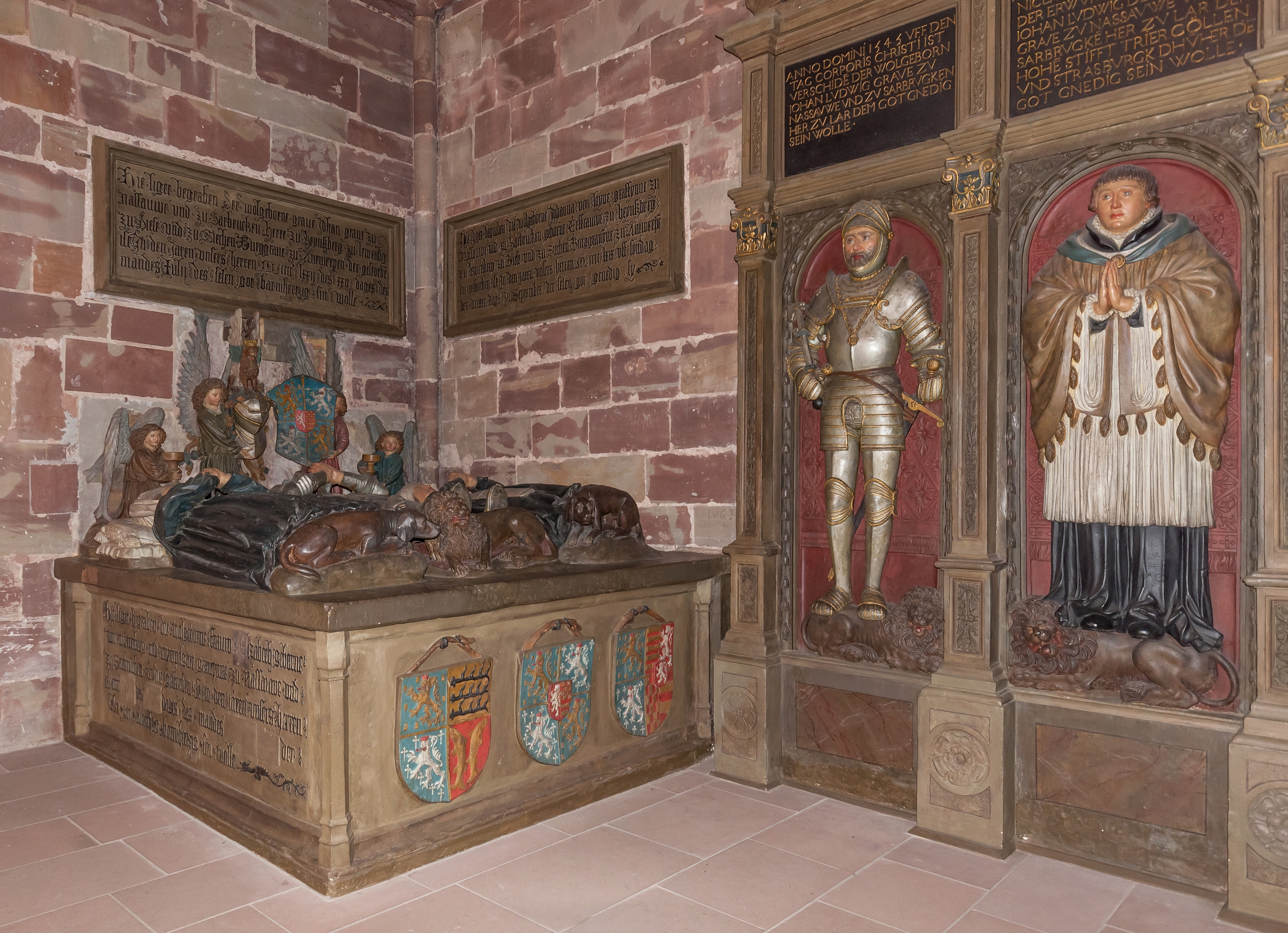
De graftombe (links) van Johan II van Nassau-Saarbrücken en zijn beide echtgenotes in de Stiftskirche Sankt Arnual, Saarbrücken

### Overlijden en grafmonument
Johan overleed tijdens een reis naar de familie van zijn tweede echtgenote in Württemberg. Zijn weduwe liet een grafmonument in de Stiftskirche Sankt Arnual bouwen, die in het Saarland als een belangrijk werk van de late gotiek wordt beschouwd. Op de tombe ligt de graaf, links en rechts vergezeld door zijn twee echtgenotes. Na zijn dood voerde zijn broer Filips, samen met graaf Everhard V van Württemberg, de voogdij over zijn kinderen.

## Huwelijken en kinderen

### Eerste huwelijk
Johan huwde eerst in 1456 met Johanna van Loon-Heinsberg (29 juni 1443 - Mainz, 3 september 1469), dochter van Johan IV van Loon-Heinsberg en Johanna van Diest. Johanna was erfdochter van Heinsberg, Geilenkirchen, Dalenbroek, Diest, Zichem, Zeelhem, en burggravin van Antwerpen. Ze werd begraven in de Stiftskirche Sankt Arnual.
Uit dit huwelijk werden de volgende kinderen geboren:
1. Elisabeth[10] (19 oktober 1459 - 9 maart 1479). Ze erfde Heinsberg, Diest, Zichem en Zeelhem van haar vader. Ze huwde te Saarbrücken op 19 oktober 1472 met hertog Willem van Gulik en Berg (9 januari 1455 - 6 september 1511). Hij volgde in 1475 zijn vader op als hertog Willem IV van Gulik en Willem III van Berg, en als graaf van Ravensberg. Hij ontving op 25 augustus 1499 van graaf Engelbrecht II van Nassau-Breda diens helft van slot en land van Millen met de steden Gangelt en Vught en stond op 27 augustus 1499 aan deze de stad en het land van Diest en het slot en land van Zichem en Zeelhem af.[9]
2. Johanna (of Susanne)[11] (14 april 1464 - 7 mei 1521). Ze huwde te Heidelberg (?) op 29 september 1481 met paltsgraaf Johan I van Simmern (Starkenburg, 15 mei 1459 - Starkenburg, 27 januari 1509).

### Tweede huwelijk
Johan hertrouwde te Rottenburg of Saarbrücken op 30 oktober 1470 met Elisabeth van Württemberg (4 oktober 1447 - Stolberg, 3 juni 1505), dochter van graaf Lodewijk I van Württemberg en Mathilde van de Palts. Ze hertrouwde op 21 oktober 1474 met graaf Hendrik "de Oudere" van Stolberg († 17 september 1511). Ze werd begraven in de Sint-Maartenskerk te Stolberg.
Uit dit huwelijk werd postuum geboren:
1. Johan Lodewijk (Saarbrücken, 20 oktober 1472 - Saarbrücken, 4 juni 1545), volgde zijn vader op als graaf van Saarbrücken.

### Buitenechtelijk kind
Johan had één buitenechtelijk kind bij een onbekend gebleven vrouw:
1. Johan van Nassau († na 14 juni 1463), was magister en kanunnik van de Stiftskirche Sankt Arnual.